# Pseudobabylonella
Pseudobabylonella là một chi ốc biển, là động vật thân mềm chân bụng sống ở biển trong họ Cancellariidae.

## Các loài
Các loài trong chi Plesiotriton gồm có:
- Pseudobabylonella minima (Reeve, 1856)